# Saison 4 de Dallas
Chronologie
Saison 3 Saison 5
Cet article présente les 23 épisodes de la quatrième saison de la série télévisée américaine Dallas.

## Distribution

### Acteurs principaux
- Barbara Bel Geddes : Ellie Ewing
- Jim Davis : Jock Ewing (jusqu'à l'épisode 21)
- Patrick Duffy : Bobby Ewing
- Linda Gray : Sue Ellen Ewing
- Larry Hagman : J. R. Ewing
- Steve Kanaly : Ray Krebbs
- Ken Kercheval : Cliff Barnes
- Victoria Principal : Pamela Barnes Ewing
- Charlene Tilton : Lucy Ewing

### Acteurs récurrents
- Susan Howard : Donna Culver (à partir de l'épisode 4)
- Tom Fuccello (en) : Dave Culver (à partir de l'épisode 4)
- Morgan Woodward : Marvin « Punk » Anderson (à partir de l'épisode 6)
- Leigh McCloskey : Mitch Cooper (à partir de l'épisode 2)
- Barbara Babcock : Liz Craig (à partir de l'épisode 3)
- Mary Crosby : Kristin Shepard (épisodes 1 à 5, 22 et 23)
- George O. Petrie (en) : Harv Smithfield
- Don Starr (en) : Jordan Lee
- Jeff Cooper : Dr Simon Ellby (jusqu'à l'épisode 18)
- William Smithers : Jeremy Wendell (à partir de l'épisode 10)
- Joel Fabiani : Alex Ward (épisodes 10 à 17)
- Audrey Landers : Afton Cooper (à partir de l'épisode 11)
- Susan Flannery : Leslie Stewart (à partir de l'épisode 13)

## Fiche technique

### Réalisateurs
- Irving J. Moore (9 épisodes)
- Leonard Katzman (7 épisodes)
- Gunnar Hellström (2 épisodes)
- Larry Hagman (2 épisodes)
- Michael Preece (en) (2 épisodes)
- Patrick Duffy (1 épisode)

### Scénaristes
- Camille Marchetta (en) (trame des 12 premiers épisodes)
- Arthur Bernard Lewis (en) (5 épisodes)
- Rena Down (2 épisodes)
- Leonard Katzman (4 épisodes)
- Leah Markus (3 épisodes)
- Robert J. Shaw (en) (3 épisodes)
- Linda B. Elstad (2 épisodes)
- Loraine Despres (en) (1 épisode)
- David Paulsen (en) (1 épisode)
- Louie Elias (1 épisode)
- Howard Lakin (1 épisode)

## Épisodes

### Épisode 1:Qui a tiré sur J.R.? (1/2)
- États-Unis : 7 novembre 1980 sur CBS
- France : 25 septembre 1982 sur TF1 le samedi soir à 22h00.

- Karlene Crockett (Muriel Gillis)
- Ted Shackelford (Gary Ewing)
- Joan Van Ark (Valene Clements Ewing)

### Épisode 2:Qui a tiré sur J.R.? (2/2)
- États-Unis : 9 novembre 1980 sur CBS

- Ted Shackelford (Gary Ewing)
- Fern Fitzgerald (Marilee Stone)
- Randolph Powell : Alan Beam

### Épisode 3:Cauchemars
- États-Unis : 14 novembre 1980 sur CBS

### Épisode 4:Enfin un coupable
- États-Unis : 21 novembre 1980 sur CBS

### Épisode 5:Le Goût du succès
- États-Unis : 28 novembre 1980 sur CBS

### Épisode 6:Le Pétrole du Venezuela
- États-Unis : 5 décembre 1980 sur CBS

- Joanna Cassidy (Sally Bullock)
- E.J. André (Eugene Bullock)
- William Windom (Amos Krebbs)
- Richard Herd (Dect. John Mackey)

### Épisode 7:Le Quatrième Fils
- États-Unis : 12 décembre 1980 sur CBS

- Joanna Cassidy (Sally Bullock)
- E.J. André (Eugene Bullock)
- William Windom (Amos Krebbs)

### Épisode 8:L'Incendie
- États-Unis : 19 décembre 1980 sur CBS

- Richard Herd (Dect. John Mackey)

### Épisode 9:La Mère prodigue
- États-Unis : 2 janvier 1981 sur CBS

- Karlene Crockett (Muriel Gillis)
- Richard Herd (Dect. John Mackey)
- Priscilla Pointer (Rebecca Barnes Wentworth)

### Épisode 10:Le Pouvoir
- États-Unis : 9 janvier 1981 sur CBS

### Épisode 11:Le Bout du chemin (1/2)
- États-Unis : 16 janvier 1981 sur CBS

- Anne Francis : Arliss Cooper

- Audrey Landers dans le rôle d'Afton Cooper intervient ici pour la première fois.
- À partir de cet épisode, Jim Davis porte manifestement une perruque : l'acteur entamait alors une lutte contre le cancer qu'il perdit hélas en décédant une poignée de semaines après la première diffusion du volet 21 de cette saison, son ultime apparition dans la série.

### Épisode 12:Le Bout du chemin (2/2)
- États-Unis : 23 janvier 1981 sur CBS

- Karlene Crockett (Muriel Gillis)
- Ted Shackelford (Gary Ewing)
- Joan Van Ark (Valene Clements Ewing)
- Anne Francis : Arliss Cooper
- Monte Markham : Clint Ogden

- À un moment du dialogue, Cliff fait ironiquement référence au scandale du Watergate survenu en 1973, entachant durablement le parti républicain.

### Épisode 13:Le Président
- États-Unis : 30 janvier 1981 sur CBS

- Anne Francis (Arliss Cooper)
- Monte Markham (Clint Ogden)

### Épisode 14:La Révolution
- États-Unis : 6 février 1981 sur CBS

- Monte Markham (Clint Ogden)
- Len Birman (Claude Brown)

### Épisode 15:La Question
- États-Unis : 13 février 1981 sur CBS

- Anne Francis (Arliss Cooper)
- Monte Markham (Clint Ogden)
- Len Birman (Claude Brown)
- Claudia Bryar (Dolores)

### Épisode 16:L'Amour triomphe toujours
- États-Unis : 20 février 1981 sur CBS
- France : 1er janvier 1983 sur TF1 le samedi à 22h00.

- Fern Fitzgerald (Marilee Stone)
- Howard Keel (Clayton Farlow)
- Jared Martin (Dusty Farlow)
- Claudia Bryar (Dolores)

- Fait assez rare, cet épisode reprend en son début les deux exacts derniers plans du précédent. On apprend ici que le vrai prénom de Dusty est en fait "Steven", faisant de "Dusty" (littéralement: "poussièreux") un simple surnom. Le titre original de ce volet Lover, Come back (littéralement : "reviens, chéri", en référence aux doubles retrouvailles de Sue Ellen avec Dusty et de Ray avec Donna) détourne tel quel celui de la comédie romantique américaine Un pyjama pour deux réalisée en 1961 par Delbert Mann avec Doris Day et Rock Hudson. Howard Keel dans le rôle de Clayton Farlow intervient ici pour la première fois.
- Lors de la première diffusion de la série à la télévision française, cet épisode sera le tout dernier proposé le samedi en deuxième partie de soirée. Les volets suivants seront en effet programmés sur la même chaîne le samedi à 20 h 35 jusqu'à janvier 1984.

### Épisode 17:La Nouvelle Madame Ewing
- États-Unis : 27 février 1981 sur CBS
- France : 8 janvier 1983 sur TF1 le samedi à 20h35.

- Fern Fitzgerald (Marilee Stone)
- Monte Markham (Clint Ogden)

### Épisode 18:La Marque de Cain
- États-Unis : 13 mars 1981 sur CBS

- Priscilla Pointer (Rebecca Barnes Wentworth)
- Monte Markham (Clint Ogden)

### Épisode 19:De gros nuages
- États-Unis : 27 mars 1981 sur CBS

- Priscilla Pointer (Rebecca Barnes Wentworth)
- Monte Markham (Clint Ogden)
- Christopher Stone (David Stratton)

### Épisode 20:Ewing contre Ewing
- États-Unis : 3 avril 1981 sur CBS

- Priscilla Pointer (Rebecca Barnes Wentworth)
- Monte Markham (Clint Ogden)
- Christopher Stone (David Stratton)
- John Randolph (Lincoln Hargrove)
- Craig Stevens (Greg Stewart)

### Épisode 21:Un nouveau départ
- États-Unis : 10 avril 1981 sur CBS

- Priscilla Pointer (Rebecca Barnes Wentworth)
- Monte Markham (Clint Ogden)
- Stephanie Braxton (Alisha Ogden)
- Christopher Stone (David Stratton)
- John Randolph (Lincoln Hargrove)
- Craig Stevens (Greg Stewart)

### Épisode 22:Le Traquenard
- États-Unis : 17 avril 1981 sur CBS

- Priscilla Pointer (Rebecca Barnes Wentworth)
- Christopher Stone (David Stratton)
- John Randolph (Lincoln Hargrove)
- Jared Martin (Dusty Farlow)

### Épisode 23:Le Piège
- États-Unis : 1er mai 1981 sur CBS

- Howard Keel (Clayton Farlow)
- Jared Martin (Dusty Farlow)
- James Brown (acteur) (Dét. Harry McSween)
- Len Birman (Claude Brown)
- Fern Fitzgerald (Marilee Stone)
- James Hong (Ambassadeur Lanh Thon)